# Golišče
Golišče este o localitate din comuna Litija, Slovenia, cu o populație de 181 de locuitori.